# Pýdna-Kolindrós
Pýdna-Kolindrós (en grec moderne : Πύδνα-Κολινδρός) est un dème situé dans la périphérie de Macédoine-Centrale en Grèce. Le dème actuel est issu de la fusion en 2011 entre les dèmes d'Aiginio, de Kolindrós, de Methoni et de Pydna.